# A Kearsarge és az Alabama csatája (Manet-kép)
A Kearsarge és az Alabama csatája (Le Combat du Kearsarge et de l'Alabama) Édouard Manet festménye, amely a Philadelphia Museum of Art gyűjteményének része.

## Keletkezése
Az amerikai polgárháborúban, 1864. június 19-én az unió hadihajója, a USS Kearsarge elsüllyesztette a déliek fosztogatóhajóját, a CSS Alabamát Franciaország közelében. Manet nem látta a Cherbourg partjainál lefolyó ütközetet, így képzeletére hagyatkozva festette meg a képet.
A kép felső harmadának fókuszában a CCS Alabama látható, ahogy a gépházat érő telitalálattól füstbe borulva, süllyedő tattal halad a hullámok között, mögötte, csak részben előtűnve a szürke gomolygásból, a USS Kearsarge. A képet először Alfred Cadart nyomtatványboltjának kirakatában állították ki, ezzel demonstrálva Manet gyors reagálását a szenzációs eseményre.
A festő egy másik képet is szentelt a történéseknek, amikor megfestette a Boulogne-sur-Mer partjai előtt horgonyzó USS Kearsarget. Ez a képpár volt Manet pályafutásának első olyan alkotása, amely kortárs eseményt dolgozott fel.